# Damien Perquis (1986)
Damien Perquis (* 8. března 1986, Saint-Brieuc, Côtes-d'Armor, Francie) je francouzský fotbalový brankář, který v současnosti působí ve francouzském klubu SM Caen.